# Art Feltman
Arthur J. Fletman, thường được biết là Art Feltman, là một chính khách người Mỹ đến từ bang Connecticut. Là người theo đảng Dân chủ, ông đã phục vụ 12 năm với tư cách là thành viên của Hạ viện Connecticut, đại diện cho Quận 6 ở Hartford. Được bầu lần đầu vào năm 1996, ông không phải là ứng cử viên tái tranh cử năm 2008 và rời nhiệm sở vào tháng 1 năm 2009.

## Tiểu sử
Được đào tạo tại Đại học Wesleyan (B.A., 1980) và Đại học Connecticut (J.D., 1987), Feelman là một luật sư. Ông được bầu vào Hạ viện năm 1996, sau một năm phục vụ trong Hội đồng thành phố Hartford. Trước đó, ông đã có ba năm làm ủy viên của cơ quan tái phát triển thành phố và mười một năm trong ủy ban thị trấn Dân chủ.
Trong cơ quan lập pháp, ông từng là chủ tịch của ủy ban kế hoạch và phát triển, cũng phục vụ trong các ủy ban giáo dục và chiếm dụng.
Feelman là người đồng tính công khai.